# La Rovira (Avinyó)
Mas la Rovira és una masia d'Avinyó (Bages) protegida com a Bé Cultural d'Interès Local.

## Descripció
Masia destinada a habitatge formada per dos cossos construïts en èpoques diferents i units. El cos més antic es format per una massissa construcció de planta quadrada, amb coberta a quatre vessants desiguals i que té tot l'aspecte d'una torre-fortificació; conserva encara part de les obertures originals. Sembla que es tracta d'una construcció del segle xv-xvi i avui és utilitzada com a graner i corrals. Al costat de migdia d'aquesta obra antiga fou alçada una masia de planta rectangular i coberta a dues vessants que aprofita el desnivell del terreny.

## Història
El Mas de la Rovira, molt proper a l'església de Sant Marçal, formava part d'un ampli conjunt de terres que foren cedides per la família dels senyors de Lluçà, propietaris del castell d'Oristà, al monestir de Santa Maria de Ripoll a una data imprecisa de final del segle x o començament del segle xi. La masia es esmentada en el Fogatge de l'any 1553 «Pere Rovira esta al Mas del Pray».